# Jaroslav Vida
Jaroslav Vida (* 19. ledna 1957) je bývalý slovenský fotbalista, obránce.

## Fotbalová kariéra
V československé lize hrál za Slovan Bratislava. Nastoupil v 5 ligových utkáních. Gól v lize nedal. Ve druhé nejvyšší soutěži hrál za Slovan Agro Levice.

## Ligová bilance
| Ročník                                      | Zápasy | Góly | Minuty | Klub               |
| ------------------------------------------- | ------ | ---- | ------ | ------------------ |
| 1. československá fotbalová liga 1978/79    | 5      | 0    | 83     | Slovan Bratislava  |
| 1. slovenská národní fotbalová liga 1981/82 | 9      | 0    | –      | Slovan Agro Levice |
| CELKEM 1. liga                              | 5      | 0    | 83     |                    |